# Embajador Martini
Embajador Martini är en ort i Argentina.   Den ligger i provinsen La Pampa, i den centrala delen av landet, 500 km väster om huvudstaden Buenos Aires. Embajador Martini ligger 174 meter över havet och antalet invånare är 1 298.
Terrängen runt Embajador Martini är mycket platt. Runt Embajador Martini är det mycket glesbefolkat, med 6 invånare per kvadratkilometer.. Närmaste större samhälle är Ingeniero Luiggi, 16,7 km väster om Embajador Martini.
Trakten runt Embajador Martini består till största delen av jordbruksmark.